# Rogue (Automarke)
Rogue war eine US-amerikanische Automobilmarke, die nur 1949 von Robert A. Monroe in New York City gebaut wurde.
Der Rogue war ein Roadster mit drei Sitzplätzen und wurde von Monroe und seinem Kompagnon Alexis Dowydoff aus Komponenten unterschiedlichster Hersteller zusammengesetzt. Basis bildete das modifizierte Fahrgestell eines Dodge von 1937 mit 3023 mm Radstand. Angetrieben wurde der Wagen von einem zeitgenössischen  Cadillac-V8-Motor, der 5424 cm³ Hubraum besaß und auf 200 bhp (147 kW) Leistung getunt wurde. Die hydraulisch betätigten Bremsen von Lockheed stammten vom Auburn von 1936, die Lenkung kam von Chrysler und die Räder wieder von Cadillac. Der Kühlergrill kam vom neuen Plymouth die Kotflügel vom Oldsmobile 98 von 1946 und die Stoßfänger waren normalerweise an einem Frazer von 1947/1948 zu finden. Die Windschutzscheibe war vom Cord des Jahres 1937 entlehnt.